# Referat Fotograficzny BIP KG AK
Referat Fotograficzny BIP KG AK – konspiracyjny referat powstały w 1942 w okupowanej przez Niemców Polsce. Podlegał Podwydziałowi Propagandy Mobilizacyjnej „Rój” Wydziału Propagandy Mobilizacyjnej Biura Informacji i Propagandy Komendy Głównej Armii Krajowej. Służył idei dokumentowania działań polskiego ruchu oporu, rejestrowania walk. Kierownikiem tego Referatu do lutego 1944 roku był Wacław Żdżarski, później Władysław Bala.

## Historia referatu
Podczas okupacji niemieckiej wykładowcy Referatu (grupa wyszkolonych fotoreporterów i operatorów filmowych) prowadzili szkolenia dla kandydatów na fotoreporterów – Polowych Sprawozdawców Wojskowych (PSW). Najintensywniejsze działanie członków Referatu Fotograficznego skupia się wokół wydarzeń powstania warszawskiego, gdyż także dla rejestrowania jego walk został powołany ten oddział. Wykonane zdjęcia przekazywano do laboratorium fotograficznego Wydziału Propagandy, które mieściło się przy ul. Mazowieckiej 8, w sklepie ze sprzętem fotograficznym. Do pracy otrzymywali aparat „Leica”. Współpracowali z działami: Filmowym, Prasowym, Radiowym i Megafonowym.
Niektórzy z fotografów, jak na przykład Sylwester Braun, Witold Romański, Michał Stabrowski (ps. „Lubicz”), dołączyli do Referatu Fotograficznego dopiero w pierwszych dniach walk powstania 1944 – nie byli więc szkoleni na fotoreporterów wojennych. Liczba fotoreporterów należących do tego Referatu jest bardzo trudna do ustalenia.

## Lista fotoreporterów Referatu Fotograficznego

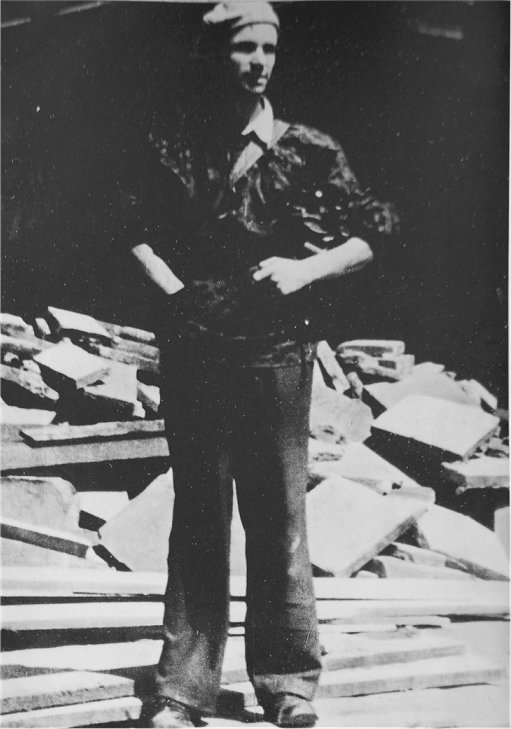
Andrzej Ancuta „Kier”

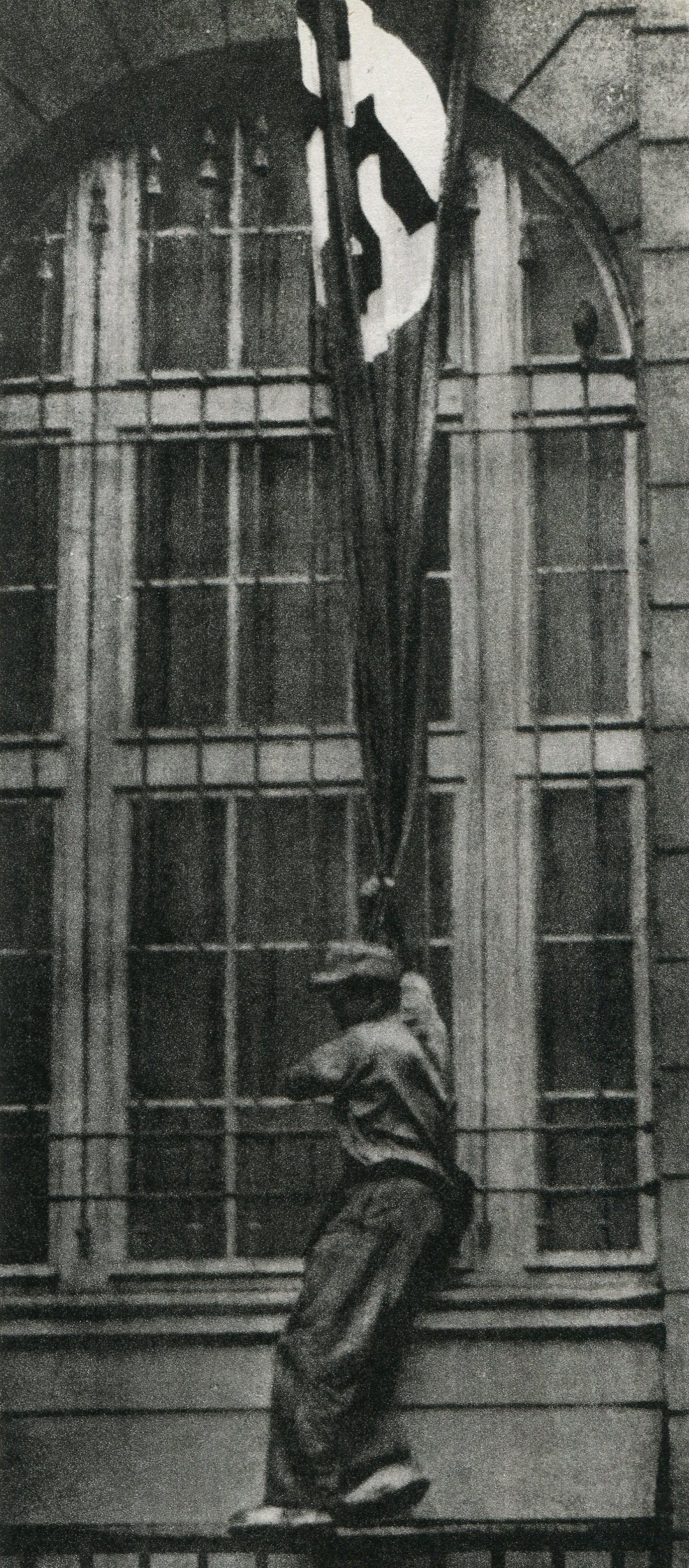
Stanisław Bala „Giza”

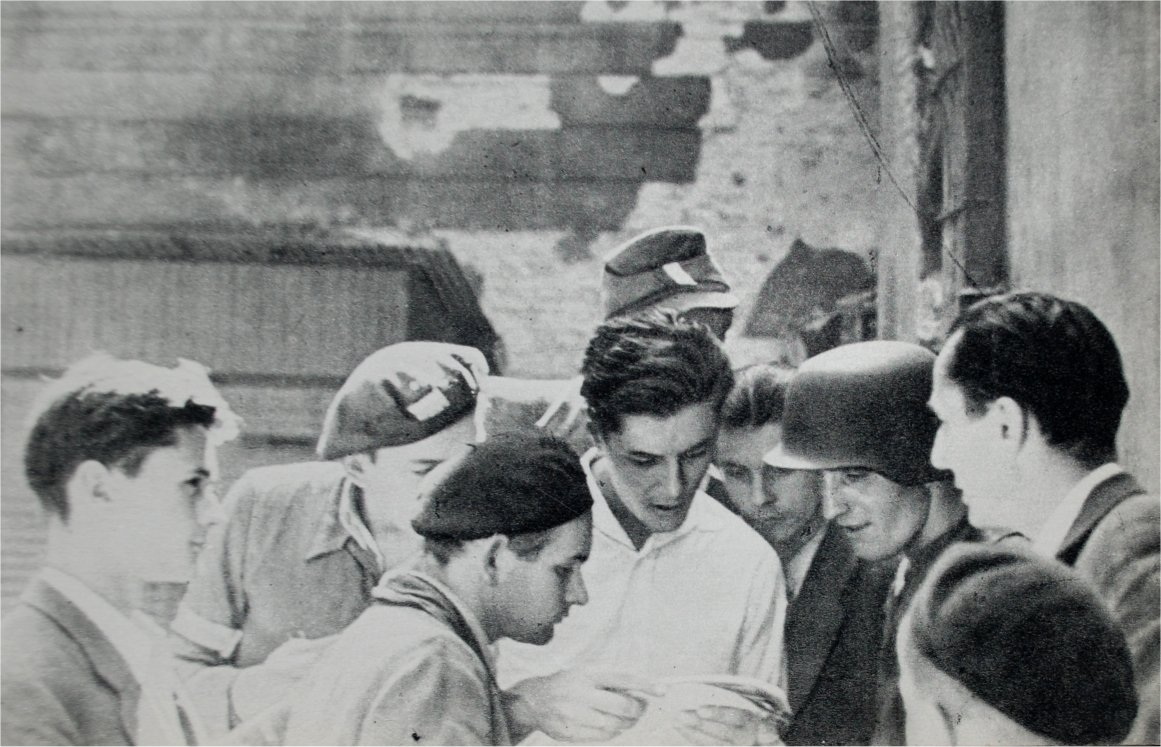
Sylwester Braun (pierwszy z prawej)

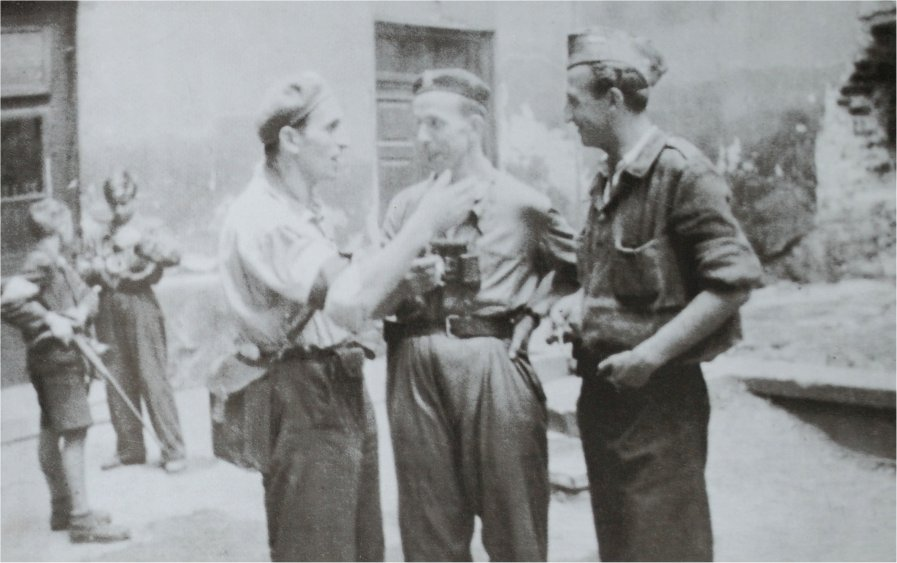
Joachim Joachimczyk (pierwszy z lewej)

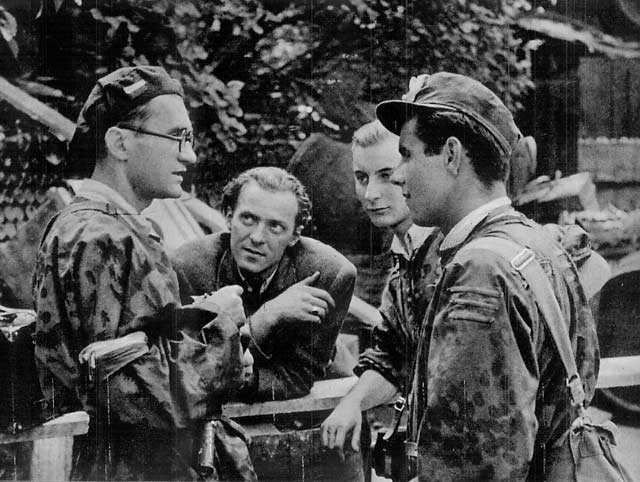
Jerzy Zarzycki „Pik”

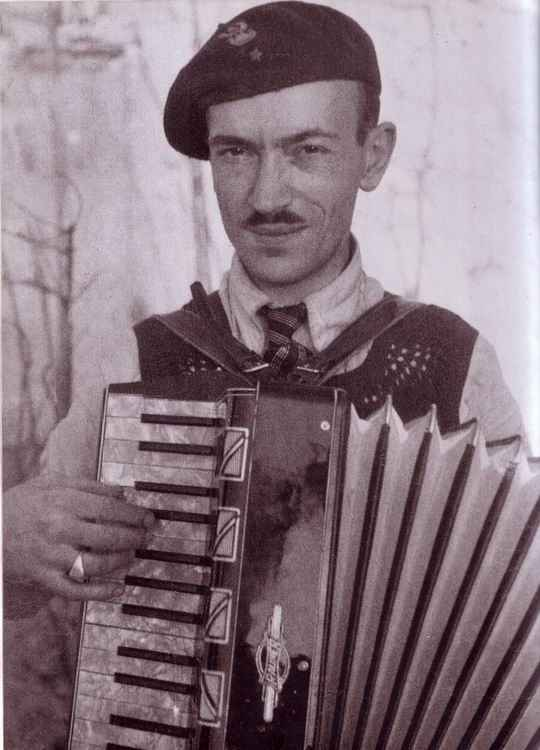
Wacław Żdżarski

Sporządzona przez Władysława Jewsiewickiego; są to tylko niektóre znane i pewne nazwiska:
- Andrzej Ancuta ps. „Kier”, „Coeur”, „Ancuta”[1]
- Stefan Bagiński ps. „Stefan”, „Bagiński”
- Halina Bala ps. „Małgorzata”[1]
- Stanisław Bala ps. „Giza”
- Władysław Bala ps. „Gozdawa”
- Wojciech Banaś ps. „Szach”
- Sylwester Braun ps. „Kris”, „Kar”, „Kora”, „Pol”, „Rad”[1]
- Tadeusz Brzeski ps. „Zdziś”
- Maria Budzanowska ps. „Gnom”[1]
- Tadeusz Bukowski ps. „Bończa”[2][1]
- Janusz Cegiełła ps. „Rawicz”
- Wiesław Ganin ps. „Gil”
- Jerzy Jabrzemski ps. „Jambrzemski”
- Joachim Joachimczyk ps. „Joachim”[1]
- Bogusław Kalasiewicz ps. „Wojnar”
- Czesław Kotlarczyk ps. „Czema”
- Bernard Marwiński ps. „Marwiński”
- Jerzy Michalski ps. „Korczak”
- Stanisław Olkusznik ps. „Śmiałowski”
- Zbigniew Romanowski ps. „Nowy”, „Nowicki”
- Witold Romański ps. „Kuba”
- Leszek Rueger ps. „Grzegorz”
- Michał Stabrowski ps. „Lubicz”
- Mieczysław Ubysz ps. „Wik”
- Jerzy Zarzycki ps. „Pik”[2]
- Wacław Żdżarski ps. „Kozłowski”[2]

Inni fotoreporterzy i fotografowie powstania:
- Stefan Bałuk ps. „Kubuś”, por.[2][1]
- Roman Banach[1]
- Stanisław Barański[2]
- Jerzy Beeger[2]
- Zbigniew Brym[1]
- Wiesław Chrzanowski ps. „Wiesław”, „1083”[2][1]
- Jerzy Chojnacki ps. „Chojny”[2][1]
- Juliusz Bogdan Deczkowski[1]
- Ewa Faryaszewska[3]
- Lech Gąszewski[2][1]
- Eugeniusz Haneman[2][1]
- Mirosław Iringh ps. „Stanko”, ppor.
- Józef Jerzy Karpiński[1]
- K. Kiersnowski
- Eugeniusz Lokajski ps. „Brok”, ppor.[1]
- Elżbieta Łaniewska-Łukaszczyk[1]
- Łukcikowski
- Stefan Rassalski[2][1]
- Leonard Sempoliński[1]
- Stanisław Sommer[2][1]
- Irena Kummant-Skotnicka ps. „Luga”[1]
- Jerzy Świderski „Lubicz”[1]
- Edward Świderski[1]
- Wincenty Szober[1]
- Andrzej Ryttel[2]
- Jerzy Tomaszewski ps. „Jur”[2][1]
- Antoni Wawrzyniak[1]
- Sabina Żdżarska[1]